# Kozjak (montagne)
Pour l’article homonyme, voir Kozyak.
Le Kozjak (en macédonien et en serbe : Козјак) est une montagne située sur la frontière entre la Macédoine du Nord et la Serbie. La partie macédonienne est incluse dans les communes de Staro Nagoričane et de Rankovce et la partie serbe dans le district de la Pčinja. Son point culminant, le pic Virovi, atteint 1 284 mètres d'altitude. Sa crête principale est orientée sur un axe est-ouest, et sa plus grande partie se trouve en Macédoine du Nord.
Sur le versant nord du Kozjak, en Serbie, se trouve le monastère de Prohor Pčinjski, où l'ASNOM organisa sa première session le 2 août 1944.
Le Kozjak fut le théâtre de nombreux combats, notamment lors du soulèvement de Krésna-Razlog, dirigé contre les Ottomans en 1878, ainsi que lors de la Seconde Guerre mondiale, entre les Partisans macédoniens et les Tchetniks serbes.